# Himara
Himara ou Himarë (em grego: Χειμάρρα) é uma cidade e município (em albanês:  bashkia) da Albânia localizada no distrito de Vlora, prefeitura de Vlora.